# Stadt Wehlen
Stadt Wehlen är en stad i Landkreis Sächsische Schweiz-Osterzgebirge i förbundslandet Sachsen i Tyskland. Staden har cirka 1 500 invånare.
Kommunen ingår i förvaltningsområdet Lohmen/Stadt Wehlen tillsammans med kommunen Lohmen.